# جيمس رامزي (سياسي)
جيمس رامزي هو سياسي كندي، ولد في 16 ديسمبر 1866، وتوفي في 22 نوفمبر 1935.